# ロベルト・カルロス・フアレス
ロベルト・カルロス・フアレス・グティエレス（Roberto Carlos Juárez Gutiérrez, 1984年7月4日 - ）は、ハリスコ州出身のメキシコのサッカー選手。ポジションはディフェンダーで、プリメーラ・ディビシオン（リーガMX）のプエブラFCに所属している。

## 経歴
フアレスは2007年にクルス・アスルでプロのキャリアを始めた。初出場は同年11月17日のCFパチューカ戦であった。